# Пам'ятник Івану Кожедубу (Суми)
Па́м'ятник Іва́ну Кожеду́бу в місті Суми — пам'ятник радянському льотчику-винищувачу, тричі Герою Радянського Союзу — Івану Микитовичу Кожедубу (1920–1991). Скульптура встановлена до святкування 350-річчя міста у 2004 році. Скульптором є сум'янин О. Прокопчук, архітектором — Е. Головін.
Пам'ятник розташований біля центрального входу до Парку ім. І. М. Кожедуба.

## Опис
На даний час пам'ятник Івану Кожедубу є незавершеним. У теперішньому вигляді він представляє лише частину від того, що було заплановано за проектом. За повним планом постамент повинен бути облицьований полірованим гранітом. Також, за задумом архітектора, у нижній частині пам'ятника мав бути розташований символічний парашут, виконаний з кварциту світло-сірого кольору. Картуш, який теж є тимчасовим, мав би бути відлитим з бронзи. На ньому повинні були перелічити назви всіх наказів про присвоєння Іванові Кожедубу звання Героя Радянського Союзу.

## Історія
Пам'ятник був встановлений до ювілею Сум у 2004 році, біля входу до центрального міського парку відпочинку, якому присвоєно ім'я легендарного льотчика. Замовником скульптури було управління реконструкції та капітального будівництва Сумської міської ради. 17 серпня 2005 року пам'ятка була передана під нагляд комунального підприємства «Зеленбуд».

## Галерея

Пам'ятник І. М. Кожедубу, ракурс (літо 2010 року)
Скульптура І. Кожедуба (вид справа)